# Kvarteret Borganäs

Kvarteret Borganäs är en sammanhängande byggnad uppförd 1882 i stadsdelen Lorensberg i Göteborg. Huset uppfördes 1882-1883 och ligger vid Parkgatan, Kungsportsavenyen, Storgatan och  Teatergatan. Byggnaden ritades av arkitekten Hjalmar Cornilsen och är i nyrenässans.

## Arkitektur och historik
Byggnaden ritades av Hjalmar Cornilsen och uppfördes år 1882-1883. I bottenvåningen var det ursprungligen salubodar. På 1880-talet var Lindhés Mekaniska Gymnastikinstitut inrymt i huset och från 1890-talet till 1920-talet fanns här en privatskola för pojkar. De övre planen inrymde från början bostadslägenheter.
Fastigheten köptes 1917 av Sveriges Redareförening, som inrättade kontor och direktörsbostad där. Kvarteret är det enda längs Avenyn, vid sidan av kvarteret Visborg, där förträdgården bevarats, om än bebyggd. Entréhallen och trapphusets dekormålning är välbevarade.
Under många år bodde även den brittiske generalkonsuln i Göteborg i huset.

## Konstruktion
Kvarteret Borganäs är grundlagd på träpålar med rustbädd, samt på senare tid grundförstärkt med stål eller betongpålar.

## Fastighetsbeteckningar
Kvarteret Borganäs är en sammanhängande byggnad och utgör en fastighet med fastighetsbeteckningen Lorensberg 43:1 . 

### Webbkällor
- *Fastighetsvärlden Läst 12 mars 2019.
- Lorensberg.se Läst 12 mars 2019.